# 白鴎型ミサイル艇
白鴎型ミサイル艇（ペックがたミサイルてい、朝鮮語: 백구급 미사일 고속정）は、大韓民国海軍のミサイル艇の艦級。アメリカ海軍からアシュビル級哨戒艇1隻を購入したのち、その準同型艇を発注したもので、後期建造分は国産化された。PSMM-5型とも称される。

## 来歴
朝鮮人民軍海軍は、まずコマール型（183R型）、また1968年からはより大型で強力なオーサ型（205型）を配備して、ミサイル艇戦力を整備していた。また1960年代後半からは、工作船（FIAC）についても、大型化・高速化や武装の強化を進めていった。
これに対し、韓国海軍では、まず1967年よりアメリカ沿岸警備隊のケープ型カッターの譲渡を受けて梟（オルッペミ）型として再就役させるとともに、1971年にはアメリカ海軍のアシュビル級哨戒艇の1隻である「ベニシア」（PG-96）を購入して「白鴎」として再就役させた。
またこれに続いて、同級を元にした準同型艇の導入にも着手した。その第1陣となる「白鴎52号」は、同級を設計したアメリカ合衆国のシアトル・タコマ造船所で、1975年3月14日に起工された。その後、4番艇「白鴎56号」以降は、装備に小改正を加えたうえで韓国タコマ造船所（現在の韓進重工業）で建造された。

## 設計
上記の経緯により、基本的な設計はアシュビル級に基づいているが、船体は3.5メートル延長され、基準排水量にして15トンの大型化となった。船体はアルミニウム合金製である。また主機関も、「白鴎51号」ではカミンズVT12-875Mディーゼルエンジン2基とLM1500ガスタービンエンジン（ゼネラル・エレクトリック J79の舶用転用型）1基によるCODOG機関（最大12,500馬力）であったのに対し、AVCO TF-35ガスタービンエンジンによるCOGAG機関（最大16,800馬力）に強化されている。
「白鴎」は、アメリカ海軍在籍中の1971年、試験的にRGM-66D「スタンダード」艦対艦ミサイル（SSM）を搭載しており、韓国への譲渡後の1975年から1976年にかけて再装備された。前期建造艇でもこれを踏襲して、単装発射筒2基に収容して搭載しており、また次発装填装置を備えていた。主砲としては50口径7.6cm単装速射砲（Mk.34 3インチ砲）を備えており、AN/SPG-50追尾レーダーを備えたMk.63 砲射撃指揮装置による統制を受けていた。後期型では、艦対艦ミサイルは新開発のハープーンに、また主砲も76mmコンパット砲とW-120追尾レーダーの組み合わせに変更された。
|          | 前期型 (PGM-352〜355)         | 後期型 (PGM-356〜361)       |
| -------- | ----------------------------- | --------------------------- |
| 兵装     | 50口径3インチ単装速射砲×1基   | 62口径76mm単装速射砲×1基    |
| 兵装     | 56口径40mm単装機関砲×1基      | 85口径30mm連装機関砲×1基    |
| 兵装     | 12.7mm重機関銃M2×4挺          | 12.7mm重機関銃M2×2挺        |
| 兵装     | スタンダードSSM単装発射筒×2基 | ハープーンSSM連装発射筒×2基 |
| レーダー | AN/SPS-58 対水上捜索用        | HC-75 対水上捜索用          |

## 同型艇
| 建造時期 | #               | 艦名           | 造船所           | 就役       | 退役                                |
| -------- | --------------- | -------------- | ---------------- | ---------- | ----------------------------------- |
| 旧米軍艦 | PGM-11→101 →351 | 白鴎 →白鴎51号 | シアトル・タコマ | 1971年10月 | 1996年から1998年にかけて 順次に退役 |
| 前期型   | PGM-352         | 白鴎52号       | シアトル・タコマ | 1975年3月  | 1996年から1998年にかけて 順次に退役 |
| 前期型   | PGM-353         | 白鴎53号       | シアトル・タコマ | 1975年3月  | 1996年から1998年にかけて 順次に退役 |
| 前期型   | PGM-355         | 白鴎55号       | シアトル・タコマ | 1975年2月  | 1996年から1998年にかけて 順次に退役 |
| 後期型   | PGM-356         | 白鴎56号       | 韓国タコマ       | 1975年2月  | 1996年から1998年にかけて 順次に退役 |
| 後期型   | PGM-357         | 白鴎57号       | 韓国タコマ       | 1977年     | 1996年から1998年にかけて 順次に退役 |
| 後期型   | PGM-358         | 白鴎58号       | 韓国タコマ       | 1977年     | 1996年から1998年にかけて 順次に退役 |
| 後期型   | PGM-359         | 白鴎59号       | 韓国タコマ       | 1977年     | 1996年から1998年にかけて 順次に退役 |
| 後期型   | PGM-360         | 白鴎60号       | 韓国タコマ       | 1978年     | 1996年から1998年にかけて 順次に退役 |